# واين ماك
واين ماك (بالإنجليزية: Wayne Mack)‏ هو صحفي رياضي أمريكي، ولد في 22 مايو 1924 في بيكين في الولايات المتحدة، وتوفي في 1 أبريل 1993.

## وصلات خارجية
- واين ماك على موقع IMDb (الإنجليزية)